# Rolls-Royce Group
Rolls-Royce Group plc è un gruppo inglese con sede a Londra e operante in quattro settori:
- aeronautico civile
- aeronautico militare
- propulsione navale
- energetico

Il gruppo nasce in seguito alla nazionalizzazione, nel 1971, della Rolls-Royce Limited. La parte automobilistica venne separata nel 1973, con il nome Rolls-Royce Motor Cars. La parte aeronautica continuò sotto il controllo statale fino al 1987, anno in cui venne privatizzata con l'attuale nome.
È il secondo costruttore al mondo di motori aeronautici dopo la General Electric.
Attraverso le sue attività nel settore della difesa è diventato il ventitreesimo contractor della difesa al mondo.

## Motori

### Aeromobili civili
Grandi aerei
| Motore     | Spinta min lbf/kN | Spinta MAX lbf/kN | Diametro in/cm | Entrata in servizio | Aeromobile                                                          |
| ---------- | ----------------- | ----------------- | -------------- | ------------------- | ------------------------------------------------------------------- |
| Trent XWB  | 75.000 333,61     | 93.000 413,68     | 118 299,72     | 2013                | Airbus A350 XWB                                                     |
| Trent 1000 | 53.000 235,75     | 75.000 333,61     | 112 284,48     | 2010                | Boeing 787 Dreamliner                                               |
| Trent 900  | 70.000 311,37     | 80.000 355,85     | 116 294,64     | 2007                | Airbus A380                                                         |
| Trent 800  | 74.600 331,83     | 95.000 422,58     | 110 279,4      | 1996                | Boeing 777-200/200ER/300                                            |
| Trent 700  | 67.500 300,25     | 71.100 316,26     | 97,4 247,396   | 1995                | Airbus A330                                                         |
| Trent 500  | 53.000 235,75     | 56.000 249,10     | 97,4 247,396   | 2002                | Airbus A340-500/600                                                 |
| RB211-524  | 50.000 222,41     | 60.600 269,56     | 86,3 219,202   | 1977                | Boeing 747-100/200/300/400, Boeing 767-300, Lockheed L-1011 TriStar |
| RB211-535  | 40.100 178,37     | 43.100 191,71     | 74,1 188,214   | 1984                | Boeing 757, Tupolev Tu-204-120/220                                  |
| IAE V2500  | 23000 102,30      | 32000 142,34      | 63,5 161,29    | 1995                | Airbus A319/A320/A321, MD-90 (International Aero Engines)           |

Piccoli aerei
- AE 2100 - SAAB 2000, Lockheed C-130J, Alenia C-27J Spartan
- AE 3007
- BR700 - Gulfstream V, Gulfstream G500, Gulfstream G550, Boeing 717, BAE Systems Nimrod MRA4, Tupolev Tu-334, Global Express, Rekkof XF70/XF100
- BR725 - Gulfstream G650
- Tay
- Model 250 turboprop
- Williams FJ44, prodotto in collaborazione con la Williams International
- RR500 turboprop

Elicotteri
- Model 250 turboshaft
- RR300
- RR500 turboshaft
- CTS800